# Otto von Grote (Politiker)

Otto, Freiherr von Grote (1835–1891). Photographie von Hermann Günther, Berlin. um 1874

Otto Adolf Freiherr von Grote (* 11. Juni 1835 in Zellerfeld; † 21. Juli 1891 in Celle) war ein Rittergutsbesitzer und Reichstagsabgeordneter.

## Herkunft
Seine Eltern waren der Bergrat Freiherr Karl Georg Christian Grote (* 1794; † 14. Februar 1868). und dessen Ehefrau Ada Palmedo (1812–1888).

## Leben
Otto von Grote studierte an der Georg-August-Universität Göttingen Rechtswissenschaft. 1854 wurde er Mitglied des Corps Friso-Luneburgia Göttingen. Er war Regierungsrat a. D., Rittergutsbesitzer auf Schnega im Kreis Lüchow und Landschaftsdirektor in Celle.
Von 1875 bis 1879 und erneut von 1882 bis zu seinem Tode 1891 war er Mitglied des Preußischen Abgeordnetenhauses und von 1871 bis 1877 Mitglied des Deutschen Reichstags für den Wahlkreis Hannover 15 (Lüchow–Uelzen–Dannenberg–Isenhagen).

## Familie
Er heiratete am 23. November 1863 die Freiin Emma Grote (* 25. November 1838; † 15. Oktober 1911). Das Paar hatte mehrere Kinder:
- Ada Emilie Elisabeth (* 5. September 1864; † 30. August 1954) ⚭ 1885 Louis Friedrich Traugott Leuckart von Weißdorf (1857–1933), sächsischer General der Kavallerie
- Otto (* 10. Februar 1866)
- Karl (* 9. Februar 1869; † 11. Januar 1913) ⚭ Irmgard von Estorff (* 26. Dezember 1868; † 6. Dezember 1914)
- Ulrich (* 20. November 1871) ⚭ 1896 (Geschieden) Rosa Hartmann (* 11. November 1877)
- Hugo (* 12. Juni 1876; † 10. Juli 1908) ⚭ 1900 Elise Rath (* 1. Oktober 1876)